# 公用語の一覧
公用語の一覧（手話・点字を除く）
| 目次 | 目次 | 目次 | 目次 | 目次 | 目次 | 目次 | 目次 | 目次 | 目次 | 目次 |
| ---- | ---- | ---- | ---- | ---- | ---- | ---- | ---- | ---- | ---- | ---- |
| ア   | イ   | ウ   | エ   | オ   |      | ハ   | ヒ   | フ   | ヘ   | ホ   |
| カ   | キ   | ク   | ケ   | コ   |      | マ   | ミ   | ム   | メ   | モ   |
| サ   | シ   | ス   | セ   | ソ   |      | ヤ   |      | ユ   |      | ヨ   |
| タ   | チ   | ツ   | テ   | ト   |      | ラ   | リ   | ル   | レ   | ロ   |
| ナ   | ニ   | ヌ   | ネ   | ノ   |      | ワ   |      | ヲ   |      | ン   |

## 主権国家の公用語

### ア
アイスランド語
- アイスランド

アイマラ語
- ペルー（他にスペイン語、ケチュア語）
- ボリビア（他にスペイン語、ケチュア語）

アイルランド・ゲール語
- アイルランド（国語および第一公用語、他に英語）
- イギリスの一部
  - 北アイルランド（他に英語）

アゼルバイジャン語
- アゼルバイジャン
- ロシアの一部
  - ダゲスタン共和国（他にロシア語、アヴァル語、アグール語、ダルギン語、クムク語、ラク語、レズギ語、ノガイ語、ルトゥル語、タバサラン語、タート語、ツァフル語、チェチェン語）

アッサム語
- インド（他に英語、ベンガル語、テルグ語、マラーティー語、タミル語、ウルドゥー語、グジャラート語、マラヤーラム語、カンナダ語、オリヤー語、パンジャブ語、カシミール語、ヒンディー、サンスクリット）
  - アッサム

アブハズ語
- アブハジア（事実上独立した地域、他にロシア語）

アフリカーンス語
- 南アフリカ（他に英語、南ンデベレ語、北部ソト語、南部ソト語、スワジ語、ツォンガ語、ツワナ語、ヴェンダ語、コサ語、ズールー語）

アムハラ語
- エチオピア

アラビア語
- アラブ首長国連邦
- アルジェリア
- イエメン
- イスラエル（他にヘブライ語）
- イラク（他にクルド語）
- エジプト
- エリトリア（他にティグリニャ語）
- オマーン
- カタール
- クウェート
- コモロ（他にフランス語、コモロ語）
- サウジアラビア
- ジブチ（他にフランス語）
- シリア
- スーダン
- ソマリア
- ソマリランド（事実上独立した地域、他に英語、ソマリ語）
- チャド（他にフランス語）
- チュニジア
- 西サハラ（他にスペイン語）
- バーレーン
- パレスチナ
- モーリタニア
- モロッコ
- ヨルダン
- リビア
- レバノン

アルバニア語
- アルバニア
- セルビアの一部
  - コソヴォ
- マケドニア

アルメニア語
- アルメニア
- ナゴルノ・カラバフ（事実上独立した地域）

### イ
イタリア語
- イタリア（他に一部の州ではドイツ語、フランス語、ラディン語、サルデーニャ語）
- クロアチアの一部
  - イストラ郡（他にクロアチア語）
- サンマリノ
- スイス（他にドイツ語、フランス語、ロマンシュ語）
  - グラウビュンデン州（他にドイツ語、ロマンシュ語）
  - ティチーノ州
- スロベニアの一部
  - イゾラ市、コペル市、ピラン市（他にスロベニア語）

インドネシア語
- インドネシア

### ウ
ヴェンダ語
- ジンバブエ（他に英語、チェワ語、チバルウェ語、カランガ語、コイサン語、ナンビャ語、ンダウ語、北ンデベレ語、シャンガニ語、ショナ語、ソト語、トンガ語、ツワナ語、コサ語）
- 南アフリカ（他に英語、南ンデベレ語、北部ソト語、南部ソト語、スワジ語、ツォンガ語、ツワナ語、コサ語、ズールー語）

ウクライナ語
- 沿ドニエストル共和国（事実上独立した地域、他にロシア語、モルドバ語）
- ウクライナ
- ロシアの一部（国際的にはウクライナ領）
  - クリミア共和国（他にロシア語、クリミア・タタール語）

ウズベク語
- ウズベキスタン

ウルドゥー語
- インド（他に英語、ベンガル語、テルグ語、マラーティー語、タミル語、グジャラート語、マラヤーラム語、カンナダ語、オリヤー語、パンジャブ語、アッサム語、カシミール語、ヒンディー、サンスクリット）
  - ジャンムー・カシミール州
- パキスタン

### エ
英語
- アイルランド（他にアイルランド語）
- アメリカ（ただし法的な定めはない。下記の州および地域では法的にも英語が公用語である。）
  - アラバマ州
  - アラスカ州
  - アーカンソー州
  - カリフォルニア州
  - コロラド州
  - フロリダ州
  - ジョージア州
  - ハワイ州（他にハワイ語）
  - イリノイ州
  - インディアナ州
  - アイオワ州
  - ケンタッキー州
  - ルイジアナ州（他にフランス語）
  - マサチューセッツ州
  - ミシシッピ州
  - ミズーリ州
  - モンタナ州
  - ネブラスカ州
  - ニューハンプシャー州
  - ニューメキシコ州（他にスペイン語）
  - ノースカロライナ州
  - ノースダコタ州
  - サウスカロライナ州
  - サウスダコタ州
  - テネシー州
  - アメリカ領ヴァージン諸島
  - ユタ州
  - バージニア州
  - ウェストバージニア州
  - ワイオミング州
- アンティグア・バーブーダ
- イギリス
- インド（他にヒンディーと14の言語）
- ウガンダ（他にスワヒリ語）
- オーストラリア
- ガーナ
- ガイアナ
- カナダ（連邦レベル、他にフランス語）
  - ニューブランズウィック州、ノバスコシア州、ユーコン準州（他にフランス語）
  - ヌナブト準州（他にフランス語、イヌクティトゥット語、イヌヴィアルクトゥン語）
  - ノースウェスト準州（他に チペワイアン語、クリー語、ドグリブ語、フランス語、グウィッチン語、イヌクティトゥット語、スレイビー語）
- カメルーン（他にフランス語）
- ガンビア
- キリバス
- グレナダ
- ケニア（他にスワヒリ語）
- サモア（他にサモア語）
- ザンビア
- シエラレオネ
- 南スーダン
- ジャマイカ
- 中華人民共和国の一部
  - 香港（他に中国語）
- シンガポール（他にマレー語、タミル語、中国語）
- ジンバブエ（他にチェワ語、チバルウェ語、カランガ語、コイサン語、ナンビャ語、ンダウ語、北ンデベレ語、シャンガニ語、ショナ語、ソト語、トンガ語、ツワナ語、ヴェンダ語、コサ語）
- エスワティニ（他にスワジ語）
- セーシェル（他にセーシェル・クレオール語、フランス語）
- セントクリストファー・ネイビス
- セントビンセント・グレナディーン
- セントルシア
- ソマリランド（事実上独立した地域、他にソマリ語、アラビア語）
- ソロモン諸島
- タンザニア（他にスワヒリ語）
- ツバル（他にツバル語）
- ドミニカ国
- トリニダード・トバゴ
- トンガ（他にトンガ語）
- ナイジェリア
- ナミビア
- ニュージーランド（慣習的な公用語、法的にはマオリ語）
- パキスタン
- バヌアツ（他にビスラマ語、フランス語）
- バハマ
- パプアニューギニア（他にトク・ピシン語、ヒリ・モツ語）
- パラオ（他にパラオ語）
- バルバドス
- フィジー（他にフィジー語、ヒンドゥスターニー語）
- フィリピン（国語はフィリピン語）
- ブータン（他にネパール語、ゾンカ語）
  - ベリーズ
- ボツワナ（国語はツワナ語）
  - マーシャル諸島（他にマーシャル語）
- マラウイ（他にチェワ語）
- マルタ（他にマルタ語）
- マレーシア（他にマレー語、タミル語、中国語）
- ミクロネシア連邦
- 南アフリカ（他にアフリカーンス語、南ンデベレ語、北部ソト語、ソト語、スワジ語、ツォンガ語、ツワナ語、ヴェンダ語、コサ語、ズールー語）
- モーリシャス（他にフランス語、クレオール言語）
- リベリア
- レソト（他にソト語）

エストニア語
- エストニア

### オ
オセット語
- 南オセチア（事実上独立した地域、他にロシア語）
- ロシアの一部
  - 北オセチア共和国（他にロシア語）

オランダ語
- アルバ（オランダ自治領）
- オランダ（他にフリジア語）
- オランダ領アンティル
- スリナム
- ベルギー（他にフランス語、ドイツ語）

オリヤー語
- インド（他に英語、ベンガル語、テルグ語、マラーティー語、タミル語、ウルドゥー語、グジャラート語、マラヤーラム語、カンナダ語、パンジャブ語、アッサム語、カシミール語、ヒンディー、サンスクリット）
  - オリッサ州

### カ
カザフ語
- カザフスタン（他にロシア語）
- 中華人民共和国の一部
  - 新疆ウイグル自治区イリ・カザフ自治州、バルクル・カザフ自治県、モリ・カザフ自治県（他に普通話、ウイグル語）
- ロシアの一部
  - アルタイ共和国（他にロシア語、アルタイ語）

カシミール語
- インド（他に英語、ベンガル語、テルグ語、マラーティー語、タミル語、ウルドゥー語、グジャラート語、マラヤーラム語、カンナダ語、オリヤー語、パンジャブ語、アッサム語、ヒンディー、サンスクリット）

カタルーニャ語
- アンドラ
- スペインの一部
  - カタルーニャ州
  - バレアレス諸島州
  - バレンシア州（バレンシア語）

カランガ語
- ジンバブエ（他に英語、チェワ語、チバルウェ語、コイサン語、ナンビャ語、ンダウ語、北ンデベレ語、シャンガニ語、ショナ語、ソト語、トンガ語、ツワナ語、ヴェンダ語、コサ語）

カンナダ語
- インド（他に英語、ベンガル語、テルグ語、マラーティー語、タミル語、ウルドゥー語、グジャラート語、マラヤーラム語、オリヤー語、パンジャブ語、アッサム語、カシミール語、ヒンディー、サンスクリット）
  - カルナータカ州

### キ
北ンデベレ語
- ジンバブエ（他に英語、チェワ語、チバルウェ語、カランガ語、コイサン語、ナンビャ語、ンダウ語、シャンガニ語、ショナ語、ソト語、トンガ語、ツワナ語、ヴェンダ語、コサ語）

ギリシア語
- キプロス（他にトルコ語）
- ギリシア

キルギス語
- キルギスタン（他にロシア語）
- 中華人民共和国の一部
  - 新疆ウイグル自治区クズルス・キルギス自治州（他に普通話、ウイグル語）

### ク
グアラニー語
- パラグアイ（他にスペイン語）
- ボリビア（他にスペイン語、ケチュア語、アイマラ語）

グジャラート語
- インド（他に英語、ベンガル語、テルグ語、マラーティー語、タミル語、ウルドゥー語、マラヤーラム語、カンナダ語、オリヤー語、パンジャブ語、アッサム語、カシミール語、ヒンディー、サンスクリット）
  - ダードラー・ナガル・ハヴェーリーおよびダマン・ディーウ連邦直轄領、グジャラート州

クメール語（カンボジア語）
- カンボジア

グルジア語
- ジョージア

クルド語
- イラク（他にアラビア語）

クロアチア語
- オーストリアの一部の自治体（他にドイツ語）
- ボスニア・ヘルツェゴビナ（他にボスニア語、セルビア語）
- クロアチア
- セルビアの一部
  - ヴォイヴォディナ（他にセルビア語、ハンガリー語、ルーマニア語、スロバキア語、パンノニア・ルシン語）

### ケ
ケチュア語
- ペルー（他にスペイン語、アイマラ語）
- ボリビア（他にスペイン語、アイマラ語）

### コ
コイサン語
- ジンバブエ（他に英語、チェワ語、チバルウェ語、カランガ語、ナンビャ語、ンダウ語、北ンデベレ語、シャンガニ語、ショナ語、ソト語、トンガ語、ツワナ語、ヴェンダ語、コサ語）

コサ語
- ジンバブエ（他に英語、チェワ語、チバルウェ語、カランガ語、コイサン語、ナンビャ語、ンダウ語、北ンデベレ語、シャンガニ語、ショナ語、ソト語、トンガ語、ツワナ語、ヴェンダ語）
- 南アフリカ（他に英語、南ンデベレ語、北部ソト語、南部ソト語、スワジ語、ツォンガ語、ツワナ語、ヴェンダ語、ズールー語）

コモロ語
- コモロ（他にアラビア語、フランス語）

### サ
サモア語
- サモア（他に英語）

サンゴ語
- 中央アフリカ（国語。公用語はフランス語）

サンスクリット
- インド（他に英語、ベンガル語、テルグ語、マラーティー語、タミル語、ウルドゥー語、グジャラート語、マラヤーラム語、カンナダ語、オリヤー語、パンジャブ語、アッサム語、カシミール語、ヒンディー）

### シ
シャンガニ語
- ジンバブエ（他に英語、チェワ語、チバルウェ語、カランガ語、コイサン語、ナンビャ語、ンダウ語、北ンデベレ語、ショナ語、ソト語、トンガ語、ツワナ語、ヴェンダ語、コサ語）

ショナ語
- ジンバブエ（他に英語、チェワ語、チバルウェ語、カランガ語、コイサン語、ナンビャ語、ンダウ語、北ンデベレ語、シャンガニ語、ソト語、トンガ語、ツワナ語、ヴェンダ語、コサ語）

シンディー語（シンド語）
- インド（他に英語、ベンガル語、テルグ語、マラーティー語、タミル語、ウルドゥー語、グジャラート語、マラヤーラム語、カンナダ語、オリヤー語、パンジャブ語、アッサム語、カシミール語、サンスクリット）

シンハラ語
- スリランカ（他にタミル語、共通語として英語）

### ス
スウェーデン語
- スウェーデン
- フィンランド（他にフィンランド語）
  - オーランド諸島（フィンランド自治領、スウェーデン語のみ）

ズールー語
- 南アフリカ（他に英語、南ンデベレ語、北部ソト語、南部ソト語、スワジ語、ツォンガ語、ツワナ語、ヴェンダ語、コサ語）

スペイン語
- アメリカの一部
  - プエルトリコ（他に英語）
- アルゼンチン
- ウルグアイ
- エクアドル
- エルサルバドル
- キューバ
- グアテマラ
- コスタリカ
- コロンビア
- スペイン（地域によってアラン語、バスク語、カタルーニャ語、ガリシア語も公用語となっている）
- 赤道ギニア（他にフランス語、ポルトガル語）
- チリ
- ドミニカ共和国
- ニカラグア
- 西サハラ（事実上独立した地域、他にアラビア語）
- パナマ
- パラグアイ（他にグアラニー語）
- ベネズエラ
- ペルー（他にケチュア語）
- ボリビア（他にアイマラ語、ケチュア語）
- ホンジュラス
- メキシコ

スロバキア語
- スロバキア
- セルビア
  - ヴォイヴォディナ（他にクロアチア語、セルビア語、ハンガリー語、ルーマニア語、パンノニア・ルシン語）

スロベニア語
- イタリアの一部
  - フリウリ=ヴェネツィア・ジュリア州（他にイタリア語）
- オーストリアの一部
  - ケルンテン州（他にドイツ語）
- スロベニア

スワジ語（シスワティ）
- エスワティニ（他に英語）
- 南アフリカ（他に英語、南ンデベレ語、北部ソト語、南部ソト語、ツォンガ語、ツワナ語、ヴェンダ語、コサ語、ズールー語）

スワヒリ語
- ケニア（他に英語）
- タンザニア（他に英語）
- ウガンダ（他に英語）
- ルワンダ（他にルワンダ語、英語、フランス語）

### セ
セルビア語
- セルビア
- コソボ（事実上独立した地域、他にアルバニア語）
- ボスニア・ヘルツェゴビナ（他にボスニア語、クロアチア語）
- モンテネグロ

### ソ
ソト語
- ジンバブエ（他に英語、チェワ語、チバルウェ語、カランガ語、コイサン語、ナンビャ語、ンダウ語、北ンデベレ語、シャンガニ語、ショナ語、トンガ語、ツワナ語、ヴェンダ語、コサ語）

ソマリ語
- ソマリア
- ソマリランド（事実上独立した地域、他に英語、アラビア語）

ゾンカ語
- ブータン（他に英語、ネパール語）

### タ
タイ語
- タイ

タジク語
- タジキスタン
- 中華人民共和国の一部
  - 新疆ウイグル自治区タシュクルガン・タジク自治県（他に普通話）

タミル語
- インド（他に英語、ベンガル語、テルグ語、マラーティー語、ウルドゥー語、グジャラート語、マラヤーラム語、カンナダ語、オリヤー語、パンジャブ語、アッサム語、カシミール語、ヒンディー、サンスクリット）
  - ポンディシェリ、タミル・ナードゥ州
- シンガポール（他に英語マレー語、中国語）
- スリランカ（他にシンハラ語、共通語として英語）
- マレーシア（他に英語、マレー語、中国語）

ダリー・ペルシア語
- アフガニスタン（他にパシュトゥー語）

### チ
チェコ語
- チェコ

チェワ語
- ジンバブエ（他に英語、チバルウェ語、カランガ語、コイサン語、ナンビャ語、ンダウ語、北ンデベレ語、シャンガニ語、ショナ語、ソト語、トンガ語、ツワナ語、ヴェンダ語、コサ語）
- マラウイ（他に英語）

チバルウェ語
- ジンバブエ（他に英語、チェワ語、カランガ語、コイサン語、ナンビャ語、ンダウ語、北ンデベレ語、シャンガニ語、ショナ語、ソト語、トンガ語、ツワナ語、ヴェンダ語、コサ語）

中国語
- シンガポール（華語、他にマレー語、英語、タミル語）
- 中華人民共和国
  - 中国本土（普通話）
  - 香港（広東語と普通話、他に英語）
  - マカオ（広東語と普通話、他にポルトガル語）
- 中華民国（國語）
- マレーシア（他に英語、タミル語、マレー語）

朝鮮語（韓国語）
- 朝鮮民主主義人民共和国
- 大韓民国
- 中華人民共和国の一部
  - 吉林省延辺朝鮮族自治州（他に普通話）

### ツ
ツォンガ語
- 南アフリカ（他に英語、南ンデベレ語、北部ソト語、南部ソト語、スワジ語、ツワナ語、ヴェンダ語、コサ語、ズールー語）

ツバル語
- ツバル（他に英語）

ツワナ語
- ジンバブエ（他に英語、チェワ語、チバルウェ語、カランガ語、コイサン語、ナンビャ語、ンダウ語、北ンデベレ語、シャンガニ語、ショナ語、ソト語、トンガ語、ヴェンダ語、コサ語）
- ボツワナ（他に英語）
- 南アフリカ（他に英語、南ンデベレ語、北部ソト語、南部ソト語、スワジ語、ツォンガ語、ヴェンダ語、コサ語、ズールー語）

### テ
ティグリニャ語
- エリトリア（他に英語、アラビア語）

ディベヒ語
- モルディブ

テトゥン語
- 東ティモール（他にポルトガル語）

テルグ語
- インド（他に英語、ベンガル語、テルグ語、マラーティー語、タミル語、ウルドゥー語、グジャラート語、マラヤーラム語、カンナダ語、オリヤー語、パンジャブ語、アッサム語、カシミール語、ヒンディー語、サンスクリット）
  - アーンドラ・プラデーシュ州

デンマーク語
- デンマーク
  - フェロー諸島（他にフェロー語）
  - グリーンランド（他にイヌクティトゥット語）

### ト
ドイツ語
- イタリアの一部
  - ボルツァーノ自治県（他にイタリア語）
- オーストリア
- スイス（他にフランス語、イタリア語、ロマンシュ語）
  - 26州（カントン）のうち17州（ドイツ語のみ）
  - グラウビュンデン州（他にイタリア語、ロマンシュ語）
  - ベルン州、フリブール州（他にフランス語）
- ドイツ
- ベルギー（他にオランダ語、フランス語）
- リヒテンシュタイン
- ルクセンブルク（他にフランス語、ルクセンブルク語）

トク・ピシン語
- パプアニューギニア（他に英語、ヒリ・モツ語）

トルクメン語
- トルクメニスタン

トルコ語
- キプロス（他にギリシア語）
- トルコ
- 北キプロス・トルコ共和国（事実上独立した地域）

トンガ語
- ジンバブエ（他に英語、チェワ語、チバルウェ語、カランガ語、コイサン語、ナンビャ語、ンダウ語、北ンデベレ語、シャンガニ語、ショナ語、ソト語、ツワナ語、ヴェンダ語、コサ語）

トンガ語
- トンガ（他に英語）

### ナ
ナンビャ語
- ジンバブエ（他に英語、チェワ語、チバルウェ語、カランガ語、コイサン語、ンダウ語、北ンデベレ語、シャンガニ語、ショナ語、ソト語、トンガ語、ツワナ語、ヴェンダ語、コサ語）

南部ソト語
- 南アフリカ（他にアフリカーンス語、英語、南ンデベレ語、北部ソト語、スワジ語、ツォンガ語、ツワナ語、ヴェンダ語、コサ語、ズールー語）

### ニ
日本語
- 日本
- パラオの一部
  - アンガウル州（他にパラオ語、英語）

### ネ
ネパール語
- ネパール
- ブータン（他に英語、ゾンカ語）

### ノ
ノルウェー語
- ノルウェー（2つの書き言葉（ブークモールとニーノシュク））

### ハ
ハイチ語
- ハイチ（他にフランス語）

パシュトゥー語
- アフガニスタン（他にダリー・ペルシア語）

ハンガリー語（マジャル語）
- スロベニアの一部
- セルビアの一部

- - ヴォイヴォディナ（他にクロアチア語、セルビア語、ルーマニア語、スロバキア語、パンノニア・ルシン語）
- ハンガリー

パンジャブ語
- インド（他に英語、ベンガル語、テルグ語、マラーティー語、タミル語、ウルドゥー語、グジャラート語、マラヤーラム語、カンナダ語、オリヤー語、アッサム語、カシミール語、ヒンディー、サンスクリット）
  - パンジャーブ州

### ヒ
ビスラマ語
- バヌアツ（）

ヒリ・モツ語
- パプアニューギニア（他に英語、トク・ピシン語）

ビルマ語
- ミャンマー

ヒンディー語
- インド（他に英語と14の言語）
- フィジー（憲法上はヒンドゥスターニー語としてウルドゥー語とヒンディーの両方を含む、他に英語とフィジー語）

### フ
フィジー語
- フィジー（他に英語とヒンドゥスターニー語）

フィリピノ語（タガログ語）
- フィリピン（他に英語）

フィンランド語
- フィンランド（他にスウェーデン語）

フランス語
- アメリカの一部
  - ルイジアナ州（他に英語）
- イギリスの一部
  - ガーンジー（他に英語）
  - ジャージー（他に英語）
- イタリアの一部
  - ヴァッレ・ダオスタ州（他にイタリア語）
- カナダ（連邦レベル、他に英語）
  - ケベック州
  - ニューブランズウィック州、ユーコン準州（他に英語）
  - ヌナブト準州]（他に英語、イヌクティトゥット語、イヌヴィアルクトゥン語）
  - ノースウェスト準州（他にチペワイアン語、クリー語、ドグリブ語、英語、グウィッチン語、イヌクティトゥット語、スレイビー語）
- ガボン
- カメルーン（他に英語）
- ギニア
- コートジボワール
- コモロ（他にアラビア語、コモロ語）
- コンゴ共和国
- コンゴ民主共和国
- ジブチ（他にアラビア語）
- スイス（他にドイツ語、イタリア語、ロマンシュ語）
  - ジュネーヴ州
  - ヴォー州
  - ヴァレー州
  - ジュラ州
  - ヌーシャテル州
  - フリブール州、ベルン州（他にドイツ語）
- セーシェル（他に英語）
- 赤道ギニア（他にスペイン語）
- セネガル
- チャド（他にアラビア語）
- 中央アフリカ
- トーゴ
- ニジェール
- ハイチ（他にハイチクレオール語）
- バヌアツ（他にビスラマ語、英語）
- フランス
- ブルキナファソ
- ブルンジ（他にルンディ語、スワヒリ語）
- ベナン
- ベルギー（他にオランダ語、ドイツ語）
- マダガスカル（他にマダガスカル語）
- マリ
- モーリシャス（他に英語）
- モーリタニア（事実上。公用語はアラビア語）
- モナコ
- ルクセンブルク（他にドイツ語、ルクセンブルク語）
- ルワンダ（他に英語、ルワンダ語）

フリジア語
- オランダ（他にオランダ語）

ブルガリア語
- ブルガリア

### ヘ
ベトナム語
- ベトナム

ヘブライ語
- イスラエル（他にアラビア語）

ベラルーシ語
- ベラルーシ

ペルシア語
- アフガニスタン（ダリー・ペルシア語と呼ばれる、他にパシュトゥー語）
- イラン
- タジキスタン（タジク・ペルシア語と呼ばれる）

ベンガル語
- インド（他に英語、テルグ語、マラーティー語、タミル語、ウルドゥー語、アッサム語、グジャラート語、マラヤーラム語、カンナダ語、オリヤー語、パンジャブ語、カシミール語、ヒンディー、サンスクリット）
  - トリプラ州、西ベンガル州
- バングラデシュ

### ホ
ポーランド語
- ポーランド

北部ソト語
- 南アフリカ（他にアフリカーンス語、英語、南ンデベレ語、南部ソト語、スワジ語、ツォンガ語、ツワナ語、ヴェンダ語、コサ語、ズールー語）

ボスニア語
- ボスニア・ヘルツェゴビナ（他にクロアチア語、セルビア語）

ポルトガル語
- アンゴラ
- カーボベルデ
- ギニアビサウ
- サントメ・プリンシペ
- 赤道ギニア（他にフランス語、スペイン語）
- 中華人民共和国の一部
  - マカオ（他に普通話）
- 東ティモール（他にテトゥン語）
- ブラジル
- ポルトガル
- モザンビーク

### マ
マオリ語
- ニュージーランド（他に英語）

マケドニア語
- マケドニア

マダガスカル語
- マダガスカル（他にフランス語）

マラーティー語
- インド（他に英語、ベンガル語、テルグ語、タミル語、ウルドゥー語、グジャラート語、マラヤーラム語、カンナダ語、オリヤー語、パンジャブ語、アッサム語、カシミール語、ヒンディー、サンスクリット）
  - マハラシュトラ州

マラヤーラム語
- インド（他に英語、ベンガル語、テルグ語、マラーティー語、タミル語、ウルドゥー語、グジャラート語、カンナダ語、オリヤー語、パンジャブ語、アッサム語、カシミール語、ヒンディー、サンスクリット）
  - ケーララ州、ラクシャドウィープ

マルタ語
- マルタ（他に英語）

マレー語
- シンガポール（他に英語、タミル語、中国語）
  - ブルネイ
- マレーシア（別名・ムラユ語、他に英語、タミル語、中国語）

### ミ
ミランダ語
- ポルトガル

南ンデベレ語
- 南アフリカ（他に英語、北部ソト語、南部ソト語、スワジ語、ツォンガ語、ツワナ語、ヴェンダ語、コサ語、ズールー語）

### モ
モルドバ語（言語学的にはルーマニア語の方言）
- 沿ドニエストル共和国（事実上独立した地域、他にロシア語、ウクライナ語）
- モルドバ

モンゴル語
- 中華人民共和国の一部：
  - 内モンゴル自治区（他に普通話）
  - 新疆ウイグル自治区ボルタラ・モンゴル自治州（他に普通話）
  - 新疆ウイグル自治区バインゴリン・モンゴル自治州（他に普通話）
  - 黒竜江省ドルボド・モンゴル族自治県（他に普通話）
  - 吉林省前ゴルロス・モンゴル族自治県（他に普通話）
  - 遼寧省カラチン左翼モンゴル族自治県（他に普通話）
  - 遼寧省阜新モンゴル族自治県（他に普通話）
  - 河北省囲場満族モンゴル族自治県（他に普通話）
  - 甘粛省粛北モンゴル族自治県（他に普通話）
  - 青海省河南モンゴル族自治県（他に普通話）
  - 青海省海西モンゴル族チベット族自治州（他にチベット語、普通話）
- モンゴル

### ラ
ラーオ語
- ラオス

ラテン語
- バチカン市国

ラトビア語
- ラトビア

### リ
リトアニア語
- リトアニア

### ル
ルーマニア語
- 沿ドニエストル共和国（事実上独立した地域。ルーマニア語ではなくモルドバ語と呼ばれる。他にロシア語、ウクライナ語）
- セルビアの一部
  - ヴォイヴォディナ（他にクロアチア語、セルビア語、ハンガリー語、スロバキア語、パンノニア・ルシン語）
- モルドバ（モルドバ語と呼ばれ、民族主義者は別の言語と主張しているが、言語学者は懐疑的）
- ルーマニア

ルクセンブルク語
- ルクセンブルク（他にドイツ語、フランス語）

ルワンダ語
- ルワンダ（他に英語、フランス語）

ルンディ語
- ブルンジ（他にフランス語）

### ロ
ロシア語
- アブハジア（事実上独立した地域、他にアブハズ語）
- 沿ドニエストル共和国（事実上独立した地域、他にモルドバ語、ウクライナ語）
- カザフスタン（他にカザフ語）
- キルギスタン（他にキルギス語）
- ベラルーシ（他にベラルーシ語）
- 南オセチア（事実上独立した地域、他にオセット語）
- ロシア

ロマンシュ語
- スイス（他にドイツ語、フランス語、イタリア語）
  - グラウビュンデン州（他にドイツ語、イタリア語）

### ン
ンダウ語
- ジンバブエ（他に英語、チェワ語、チバルウェ語、カランガ語、コイサン語、ナンビャ語、北ンデベレ語、シャンガニ語、ショナ語、ソト語、トンガ語、ツワナ語、ヴェンダ語、コサ語）

## 州・自治体レベルの公用語
アヴァル語
- ロシアの一部
  - ダゲスタン共和国（他にロシア語、アグール語、アゼルバイジャン語、ダルギン語、クムク語、ラク語、レズギ語、ノガイ語、ルトゥル語、タバサラン語、タート語、ツァフル語、チェチェン語）

アグール語
- ロシアの一部
  - ダゲスタン共和国（他にロシア語、アヴァル語、アゼルバイジャン語、ダルギン語、クムク語、ラク語、レズギ語、ノガイ語、ルトゥル語、タバサラン語、タート語、ツァフル語、チェチェン語）

アディゲ語
- ロシアの一部
  - アディゲ共和国（他にロシア語）

アバザ語
- ロシアの一部
  - カラチャイ・チェルケス共和国（他にロシア語、カバルド語、カラチャイ・バルカル語、ノガイ語）

アラン語
- スペインの一部
  - カタルーニャ州（他にスペイン語、カタルーニャ語）

アルタイ語
- ロシアの一部
  - アルタイ共和国（他にロシア語）

イディッシュ語
- ロシアの一部
  - ユダヤ自治州（他にロシア語）

イヌヴィアルクトゥン語
- カナダの一部
  - ヌナブト準州（他に英語、フランス語、イヌクティトゥット語）
  - ノースウェスト準州（イヌクティトゥット語に含まれる、他にチペワイアン語、クリー語、ドグリブ語、英語、フランス語、グウィッチン語、スレイビー語）

イヌクティトゥット語
- グリーンランド（他にデンマーク語）
- カナダの一部
  - ヌナブト準州（他に英語、フランス語、イヌヴィアルクトゥン語）
  - ノースウェスト準州（他にチペワイアン語、クリー語、ドグリブ語、英語、フランス語、グウィッチン語、スレイビー語）

イングーシ語
- ロシアの一部
  - イングーシ共和国（他にロシア語）

ウイグル語
- 中華人民共和国の一部
  - 新疆ウイグル自治区（他に普通話）

ウェールズ語
- イギリスの一部
  - ウェールズ（他に英語）

ウドムルト語
- ロシアの一部
  - ウドムルト共和国（他にロシア語）

エルジャ語
- ロシアの一部
  - モルドヴィア共和国（他にロシア語、モクシャ語）

カバルド語
- ロシアの一部
  - カバルダ・バルカル共和国（他にロシア語、カラチャイ・バルカル語）
  - カラチャイ・チェルケス共和国（他にロシア語、カラチャイ・バルカル語、アバザ語、ノガイ語）

カラチャイ・バルカル語
- ロシアの一部
  - カバルダ・バルカル共和国（他にロシア語、カバルド語）
  - カラチャイ・チェルケス共和国（他にロシア語、カバルド語、アバザ語、ノガイ語）

カラカルパク語
- ウズベキスタンの一部
  - カラカルパクスタン共和国（他にウズベク語）

ガリシア語
- スペインの一部
  - ガリシア州（他にスペイン語）

カルムイク語
- ロシアの一部
  - カルムイク共和国（他にロシア語）

広東語
- 中華人民共和国の一部
  - 香港（他に英語、普通話）
  - マカオ（他にポルトガル語、普通話）

グウィッチン語
- カナダの一部
  - ノースウェスト準州（他にチペワイアン語、クリー語、ドグリブ語、英語、フランス語、イヌクティトゥット語、スレイビー語）

クムク語
- ロシアの一部
  - ダゲスタン共和国（他にロシア語、アヴァル語、アゼルバイジャン語、アグール語、ダルギン語、ラク語、レズギ語、ノガイ語、ルトゥル語、タバサラン語、タート語、ツァフル語、チェチェン語）

クリー語
- カナダの一部
  - ノースウェスト準州（他にチペワイアン語、ドグリブ語、英語、フランス語、グウィッチン語、イヌクティトゥット語、スレイビー語）

クリミア・タタール語
- ロシアの一部（国際的にはウクライナ領）
  - クリミア共和国（他にロシア語、ウクライナ語）

コミ語
- ロシアの一部
  - コミ共和国（他にロシア語）

サーミ語
- フィンランド（4つの自治体）
- ノルウェー（6つの自治体）
- スウェーデン（4つの自治体および周辺の自治体）

サハ語
- ロシアの一部
  - サハ共和国（他にロシア語）

スコットランド・ゲール語
- イギリスの一部
  - スコットランド（他に英語）

スレイビー語
- カナダの一部
  - ノースウェスト準州（他にチペワイアン語、クリー語、ドグリブ語、英語、フランス語、グウィッチン語、イヌクティトゥット語）

タート語
- ロシアの一部
  - ダゲスタン共和国（他にロシア語、アヴァル語、アゼルバイジャン語、アグール語、ダルギン語、クムク語、ラク語、レズギ語、ノガイ語、ルトゥル語、タバサラン語、ツァフル語、チェチェン語）

タタール語
- ロシアの一部
  - タタールスタン共和国（他にロシア語）

タバサラン語
- ロシアの一部
  - ダゲスタン共和国（他にロシア語、アヴァル語、アゼルバイジャン語、アグール語、ダルギン語、クムク語、ラク語、レズギ語、ノガイ語、ルトゥル語、タート語、ツァフル語、チェチェン語）

タヒチ語
- フランス領ポリネシア（他にフランス語）

ダルギン語
- ロシアの一部
  - ダゲスタン共和国（他にロシア語、アヴァル語、アゼルバイジャン語、アグール語、クムク語、ラク語、レズギ語、ノガイ語、ルトゥル語、タバサラン語、タート語、ツァフル語、チェチェン語）

チェチェン語
- ロシアの一部
  - ダゲスタン共和国（他にロシア語、アヴァル語、アゼルバイジャン語、アグール語、ダルギン語、クムク語、ラク語、レズギ語、ノガイ語、ルトゥル語、タバサラン語、タート語、ツァフル語）
  - チェチェン共和国（他にロシア語）

チベット語
- 中華人民共和国の一部
  - チベット自治区（他に普通話）
  - 四川省アバ・チベット族チャン族自治州（他に普通話）
  - 四川省カンゼ・チベット族自治州（他に普通話）
  - 雲南省デチェン・チベット族自治州（他に普通話）
  - 雲南省文山チワン族ミャオ族自治州（他に普通話）
  - 甘粛省甘南チベット族自治州（他に普通話）
  - 青海省海北チベット族自治州（他に普通話）
  - 青海省海南チベット族自治州（他に普通話）
  - 青海省黄南チベット族自治州（他に普通話）
  - 青海省果洛チベット族自治州（他に普通話）
  - 青海省玉樹チベット族自治州（他に普通話）
  - 青海省木里チベット族自治県（他に普通話）
  - 青海省天祝チベット族自治県（他に普通話）
  - 青海省海西モンゴル族蔵族自治州（他にモンゴル語、普通話）

チペワイアン語
- カナダの一部
  - ノースウェスト準州（他にクリー語、ドグリブ語、英語、フランス語、グウィッチン語、イヌクティトゥット語、スレイビー語）

チュヴァシ語
- ロシアの一部
  - チュヴァシ共和国（他にロシア語）

チワン語
- 中華人民共和国の一部

-   - 広西チワン族自治区、広東省連山チワン族ヤオ族自治県（他に普通話）

ツァフル語
- ロシアの一部
  - ダゲスタン共和国（他にロシア語、アヴァル語、アゼルバイジャン語、アグール語、ダルギン語、クムク語、ラク語、レズギ語、ノガイ語、ルトゥル語、タバサラン語、タート語、チェチェン語）

トゥバ語
- ロシアの一部
  - トゥヴァ共和国（他にロシア語）

ドグリブ語
- カナダの一部
  - ノースウェスト準州（他にチペワイアン語、クリー語、英語、フランス語、グウィッチン語、イヌクティトゥット語、スレイビー語）

ネネツ語
- ロシアの一部
  - ネネツ自治管区（他にロシア語）

ノガイ語
- ロシアの一部
  - カラチャイ・チェルケス共和国（他にロシア語、カラチャイ・バルカル語、アバザ語、カバルド語）
  - ダゲスタン共和国（他にロシア語、アヴァル語、アゼルバイジャン語、アグール語、ダルギン語、クムク語、ラク語、レズギ語、ルトゥル語、タバサラン語、タート語、ツァフル語、チェチェン語）

ハカス語
- ロシアの一部
  - ハカス共和国（他にロシア語）

バシキール語
- ロシアの一部
  - バシコルトスタン共和国（他にロシア語）

バスク語
- スペインの一部
  - バスク州と、ナバーラ州の一部（他にスペイン語）

ハワイ語
- アメリカの一部
  - ハワイ州（他に英語）

パンノニア・ルシン語
- セルビアの一部
  - ヴォイヴォディナ（他にセルビア語、ハンガリー語、ルーマニア語、スロバキア語、クロアチア語）

ブリヤート語
- ロシアの一部
  - ブリヤート共和国（他にロシア語）

マリ語
- ロシアの一部
  - マリ・エル共和国（他にロシア語）

モクシャ語
- ロシアの一部
  - モルドヴィア共和国（他にロシア語、エルジャ語）

ラク語
- ロシアの一部
  - ダゲスタン共和国（他にロシア語、アヴァル語、アゼルバイジャン語、アグール語、ダルギン語、クムク語、レズギ語、ノガイ語、ルトゥル語、タバサラン語、タート語、ツァフル語、チェチェン語）

ルトゥル語
- ロシアの一部
  - ダゲスタン共和国（他にロシア語、アヴァル語、アゼルバイジャン語、アグール語、ダルギン語、クムク語、ラク語、レズギ語、ノガイ語、タバサラン語、タート語、ツァフル語、チェチェン語）

レズギ語
- ロシアの一部
  - ダゲスタン共和国（他にロシア語、アヴァル語、アゼルバイジャン語、アグール語、ダルギン語、クムク語、ラク語、ノガイ語、ルトゥル語、タバサラン語、タート語、ツァフル語、チェチェン語）